# 海溪乡
海溪乡，是中华人民共和国浙江省丽水市青田县下辖的一个乡镇级行政单位。

## 行政区划
海溪乡下辖以下地区：
海溪村、黄畈村、西园村、横树降村、石垟巷村、乌楼村、西坑边村、马岙村、大元村和余山村。